# Nauendorf (Apolda)
Nauendorf ist ein Ortsteil der Stadt Apolda (seit 1922) im Nordosten des Landkreises Weimarer Land. Mit der Eingemeindung im Jahr 1922 und 152 Einwohnern ist sie sowohl die älteste als auch die kleinste Ortschaft Apoldas. 

## Lage
Der Ort liegt an der Mündung des Krebsbaches in die Ilm in einer Entfernung von drei Kilometern zur Stadt Apolda an der L 1060.  
Die Buslinie 285 der PVG Weimarer Land bedient Nauendorf.

## Geschichte
Die Ortschaft Nauendorf wurde im Jahr 1124 erstmals im Urkundenbuch des Erzstiftes Magdeburg urkundlich erwähnt. Darin wird die Ortsgründung von „nova villa“ bestätigt. Der Ort gehörte zum Kloster Heusdorf, dessen Besitz im Zuge der Reformation 1536 im landesherrlichen Amt Heusdorf zusammengefasst wurde. Nach der Auflösung des Amts im Jahre 1818 kam Nauendorf zum Amt Roßla und 1850 zum Verwaltungsbezirk Weimar II (Verwaltungsbezirk Apolda) des Großherzogtums Sachsen-Weimar-Eisenach.
Seit 1922 gehört Nauendorf zu Apolda.

## Sehenswürdigkeiten
- Die Schützenhalle entstand 1836 auf Betreiben der 1775 gegründeten Büchsenschützengesellschaft Apolda. 1877 wurde sie um eine 300-m-Sportschießanlage erweitert. Nach dem Zweiten Weltkrieg wurde sie durch sowjetische Truppen, später durch die Landwirtschaftliche Produktionsgenossenschaft zweckentfremdet genutzt. Durch die Einlagerung von Dünger und landwirtschaftliche Nutzung verfiel das Bauwerk und wurde in den 1990er Jahren saniert.
- Glockenturm: Der in den 1960er Jahren abgerissene Glockenstuhl wurde 2007 durch den örtlichen Heimatverein originalgetreu wieder aufgebaut. Die historisch im Glockenstuhl hängende Glocke aus dem Jahr 1665 befindet sich heute unter den Glocken im Kloster Unser Lieben Frauen in Magdeburg.

### Einwohnerentwicklung seit 1996
| Jahr | Einwohner |
| ---- | --------- |
| 1996 | 163       |
| 1997 | 161       |
| 1998 | 177       |
| 1999 | 166       |

| Jahr | Einwohner |
| ---- | --------- |
| 2000 | 167       |
| 2001 | 164       |
| 2002 | 166       |
| 2003 | 162       |

| Jahr | Einwohner |
| ---- | --------- |
| 2004 | 163       |
| 2005 | 169       |
| 2006 | 163       |
| 2007 | 167       |